# سرزمین موعود (مجموعه تلویزیونی)
سرزمین موعود (لهستانی: Ziemia obiecana) یک مجموعهٔ تلویزیونی درام لهستانی است که در سال ۱۹۷۵ ساخته و در سال ۱۹۷۸ منتشر شد. این سریال بر اساس یک فیلم سینمایی با همین عنوان ساخته شده‌است که اقتباسی از رمان ووادیسواف ریمونت با عنوان سرزمین موعود بود.

## گزیدهٔ بازیگران
- دانیل اولبریخسکی
- وویچیخ پشونیاک
- آندژی سورین
- آنا نخربتسکا
- یادویگا آندژیفسکا
- فرانچیشک پیچکا
- بوژنا دیکل
- زبیگنیف زاپاشیه‌ویچ
- یژی نوواک
- کالینا یندروشیک
- پیوتر فرونچوسکی
- یژی زلنیک
- مارک والچفسکی
- امیلیا کراکوفسکا
- لیدیا کورساکوونا
- برنارد وادیش
- بوگوسواف سوخناتسکی
- کاژیمیش کاچور
- یرژی پشیبیلسکی
- میه‌چیسواف واشکوفسکی
- کشیشتف مایخشاک
- وویچیخ شمیون
- آندژی شالافسکی